# Amastus rothschildi
Amastus rothschildi är en fjärilsart som beskrevs av Paul Dognin 1910. Amastus rothschildi ingår i släktet Amastus och familjen björnspinnare. Inga underarter finns listade i Catalogue of Life.